# Famille von Solms-Braunfels
1258–1806
Entités précédentes :
- Comté de Solms

Entités suivantes :
- Empire d'Autriche
 Grand-duché de Hesse
 Royaume de Prusse
 Royaume de Wurtemberg

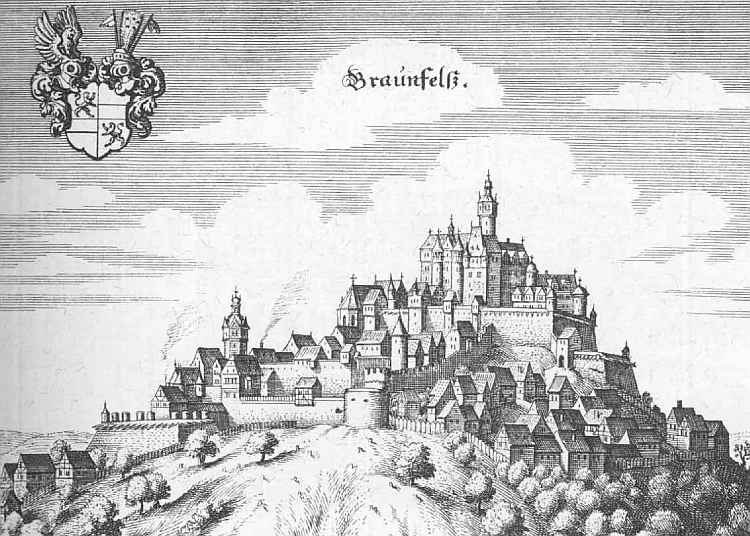
, résidence des comtes et des princes (gravure Merian, avant 1655)

La famille von Solms-Braunfels (jusqu'en 1693 Solms-Greifenstein) est une famille aristocratique existant en Allemagne, en Suisse, en Autriche et en Bohême, dont la lignée masculine s'éteint en 1989.

## Histoire
En 1409, la famille de Solms se divise en lignées de Solms-Braunfels et de Solms-Lich.

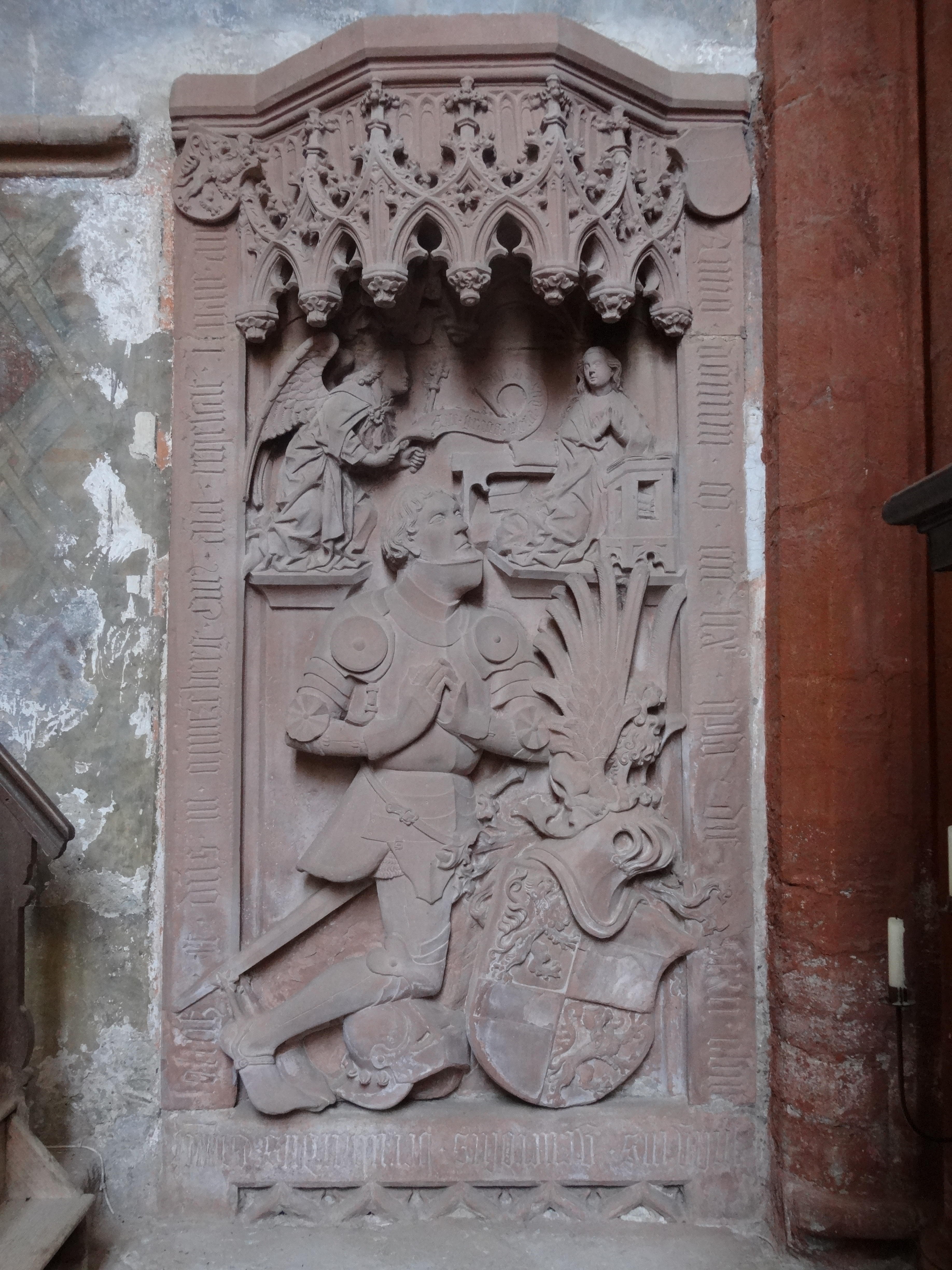
Épitaphe de Bernard II de Solms

Bernard II comte de Solms-Braunfels (mort en 1459) est le fils d'Otton Ier de Solms-Braunfels et d'Agnès de Falkenstein-Münzenberg. En 1420, il hérite de Lich, Laubach et Hungen avec des parts dans le Münzenberg (de) (avec son frère Johann), et en 1420-1436 il partage avec les frères. En 1436, il est seigneur de Braunfels, Greifenstein et Hungen. Ses descendants se divisent à nouveau en trois branches, dont seule existe encore la branche de Greifenstein, qui prend le nom de Braunfels en 1693, transfère sa résidence du château de Greifenstein (de) (aujourd'hui en ruines) au château de Braunfels (de) et est élevée au rang de prince impérial en 1742. En 1582, le comte Konrad introduit la confession réformée.

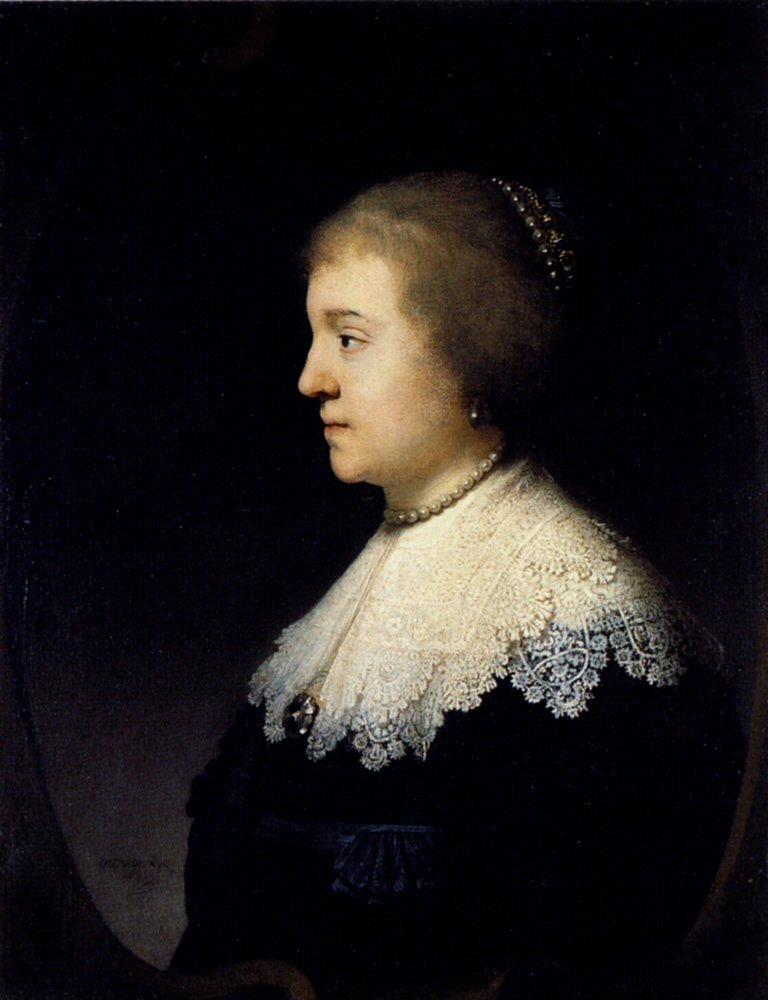
Comtesse Amélie de Solms-Braunfels (1602-1675), épouse du prince Frédéric-Henri d'Orange (peinture de Rembrandt, 1632)

La famille a acquis une importance européenne grâce à Amélie de Solms-Braunfels (1602-1675), fille du comte Jean-Albert Ier de Solms-Braunfels (de) (1563-1623) et de sa première épouse, la comtesse Agnès de Sayn-Wittgenstein (1568-1617), qui épouse le prince Frédéric Henri d'Orange, gouverneur des Pays-Bas, en 1625. Elle devient la belle-mère de l'électeur Frédéric-Guillaume Ier de Brandebourg et grand-mère du roi Guillaume III d'Angleterre et Frédéric Ier de Prusse.
En 1806, les principautés de Solms sont médiatisées, ce qui signifie qu'elles perdent leur immédiateté impériale, mais conservent de vastes droits spéciaux en tant que seigneurs . Après de longues négociations, le gouvernement princier de Solms-Braunfels (de) est créé en 1828 en tant que sous-gouvernement du royaume de Prusse.
La partie la plus importante des terres de la maison appartient au prince Georges de Solms-Braunfels (de) (né le 18 mars 1836 et succède le 7 mars 1880 à son frère le prince Ernest (de)), à savoir, sous la souveraineté prussienne, les bureaux de Braunfels (de), Greifenstein (de), sous la souveraineté grand-ducale Hesse les bureaux de Hungen, Wölfersheim et Gambach, sous la souveraineté wurtembergeoise une partie du Limpurg-Gaildorf (de), soit un total de 514 km2, à laquelle est associé un vote viril au parlement provincial de Rhénanie. Le lieutenant-maréchal autrichien prince Charles de Solms-Braunfels (1812-1875) appartient également à cette lignée, fils du prince Frédéric-Guillaume de Solms-Braunfels (1770-1814) et de la princesse Frédérique de Mecklembourg-Strelitz (1778-1841) et demi-frère du roi Georges V de Hanovre, qu'il influence dans les intérêts autrichiens ; ses fils sont catholiques et sont au service autrichien.
Le titre complet du régent de la lignée principale Solms-Braunfels est Son Altesse Sérénissime le prince de Solms-Braunfels, comte de Greifenstein, Lichtenstein et Hungen, Tecklembourg, Créhange, Lingen, seigneur de Münzenberg, Rheda, Wildenfels, Sonnewalde, Püttlingen, Dortweiler. et Beaucourt.
Le premier majorat (à Braunfels, avec le château de Braunfels (de) et le château d'Hungen (de)) passe en 1970 avec la mort du dernier descendant mâle de cette lignée, Georg Friedrich prince de Solms-Braunfels (1890-1970), à sa fille Maria Gabrielle, princesse de Solms-Braunfels (1918-2003) et son mari Hans Georg comte von Oppersdorff (de) (1920-2003). Après un changement de nom par le ministre de l'Intérieur de Hesse (de) le 2 mai 1969, elle et ses descendants portent le nom de comte ou comtesse von Oppersdorff Solms-Braunfels.

Le fondateur de la seconde lignée catholique est le prince Guillaume-Henri en Autriche-Hongrie. Au XIXe siècle, la plupart des membres de la famille sont des officiers. Les deux tiers des grandes propriétés foncières de Bohême, de Moravie, de Silésie, de Galice et de Lodomérie sont perdues après 1918 et complètement perdues en 1945. Avec le comte Alexandre (1903-1989), la dernière branche cadette de la famille Solms-Braunfels s'éteint également.

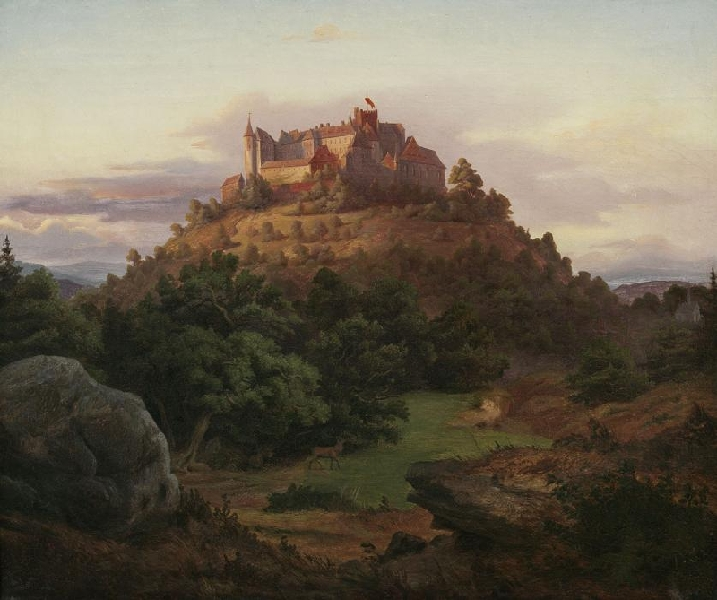
Château de Braunfels (de) (vers 1845)
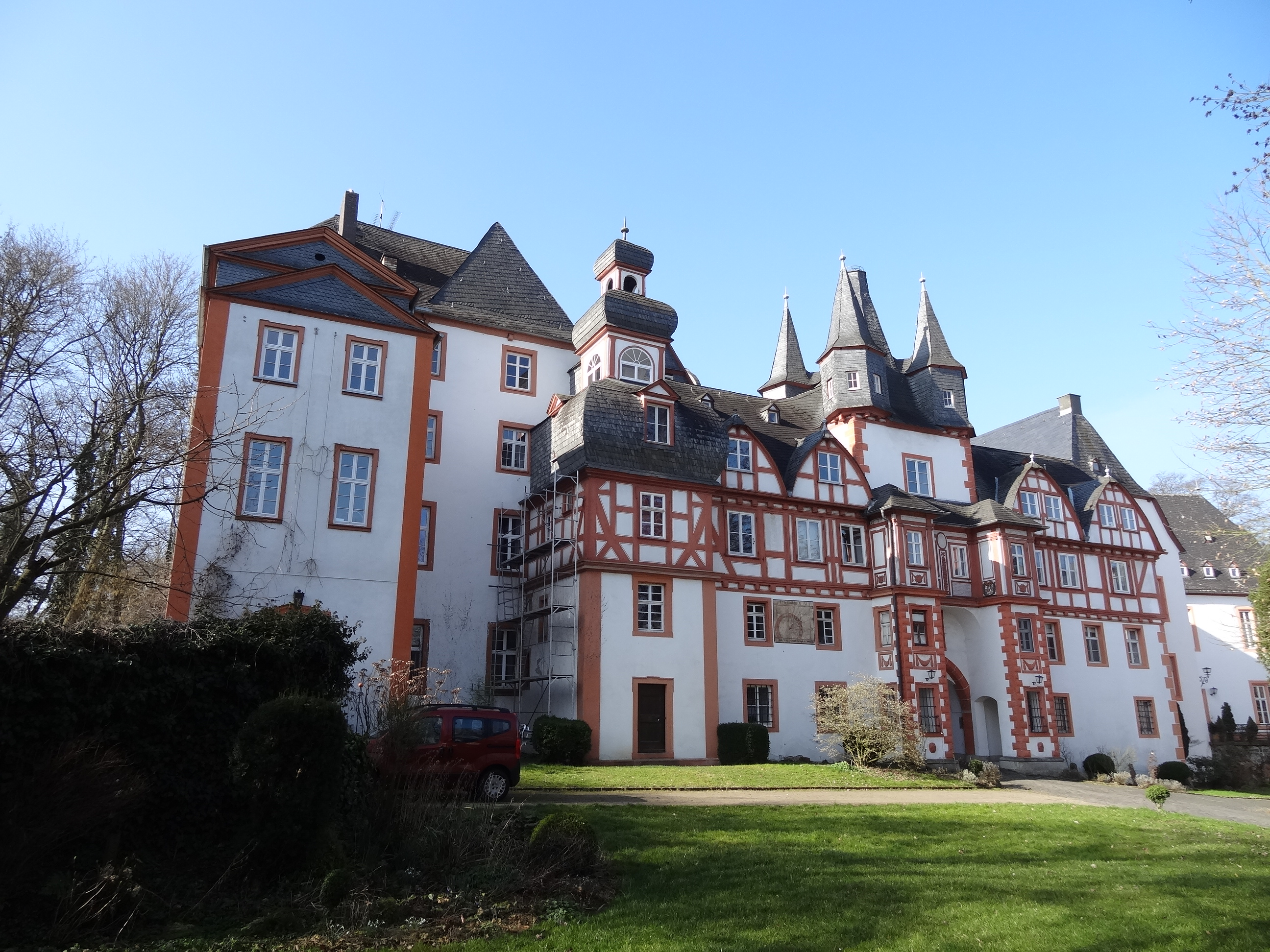
Château d'Hungen (de), propriété de Solms-Braunfels de 1418 à 1974
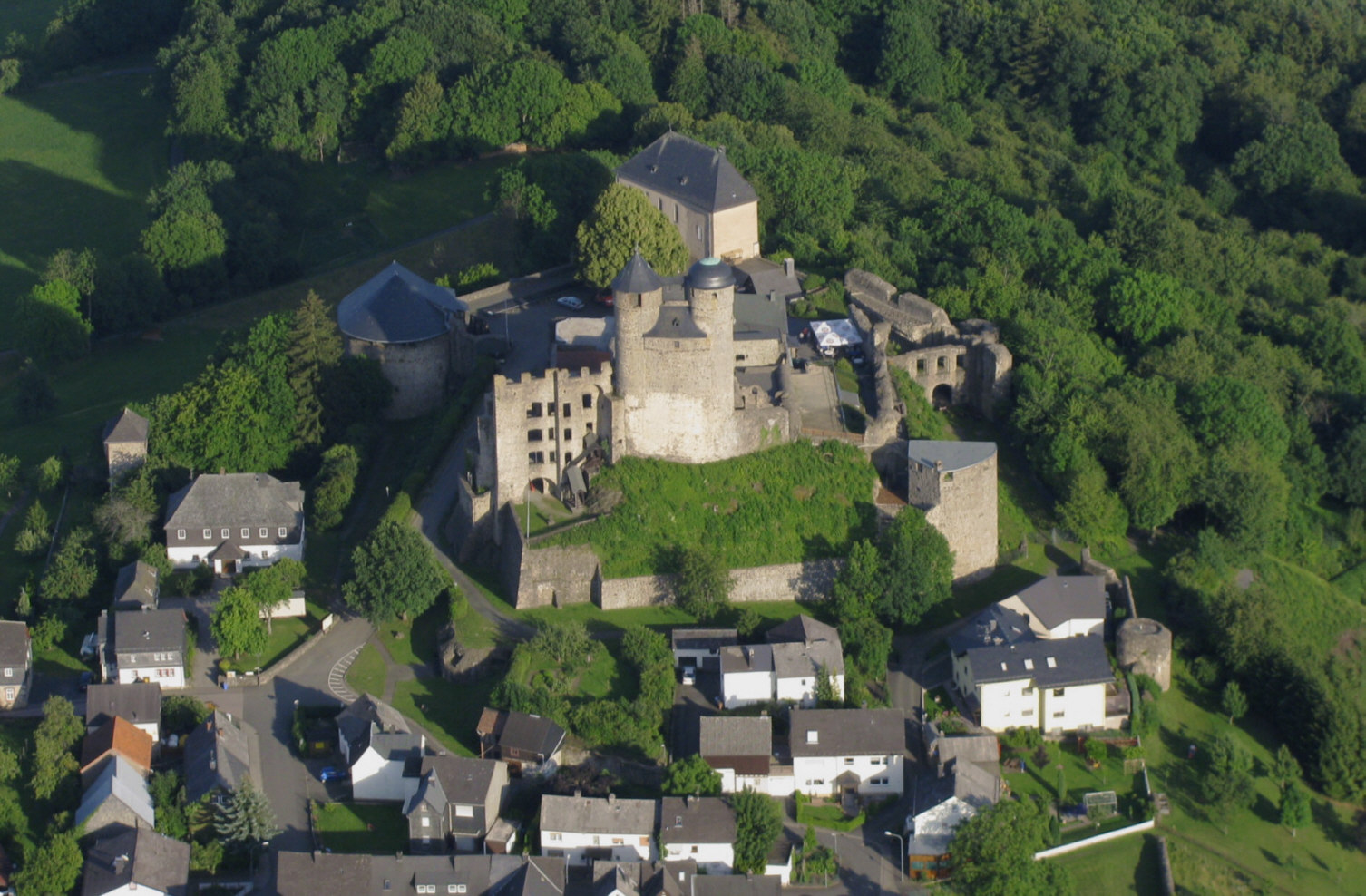
Château de Greifenstein (de), propriété de Solms-Braunfels de 1676 à 1969

## Armes

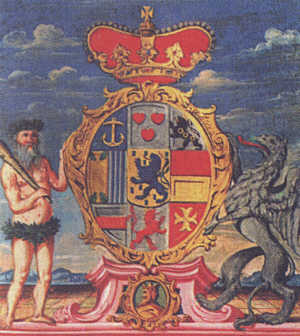
Les armureries des princes de Solms-Braunfels
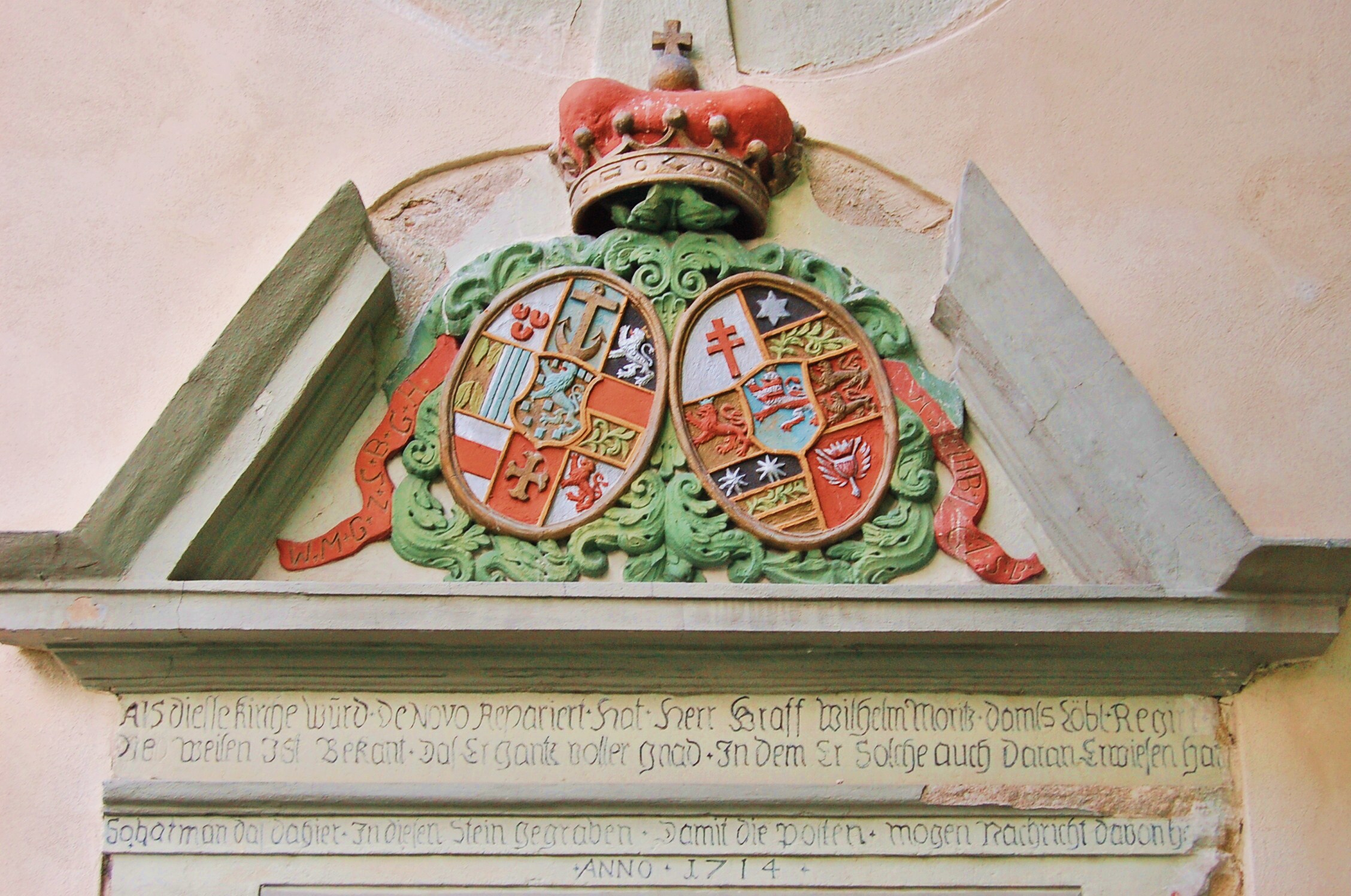
Armureries de l'Alliance de Solms-Braunfels et de Hesse-Homburg sur l'église fortifiée médiévale de Tiefenbach (1714)
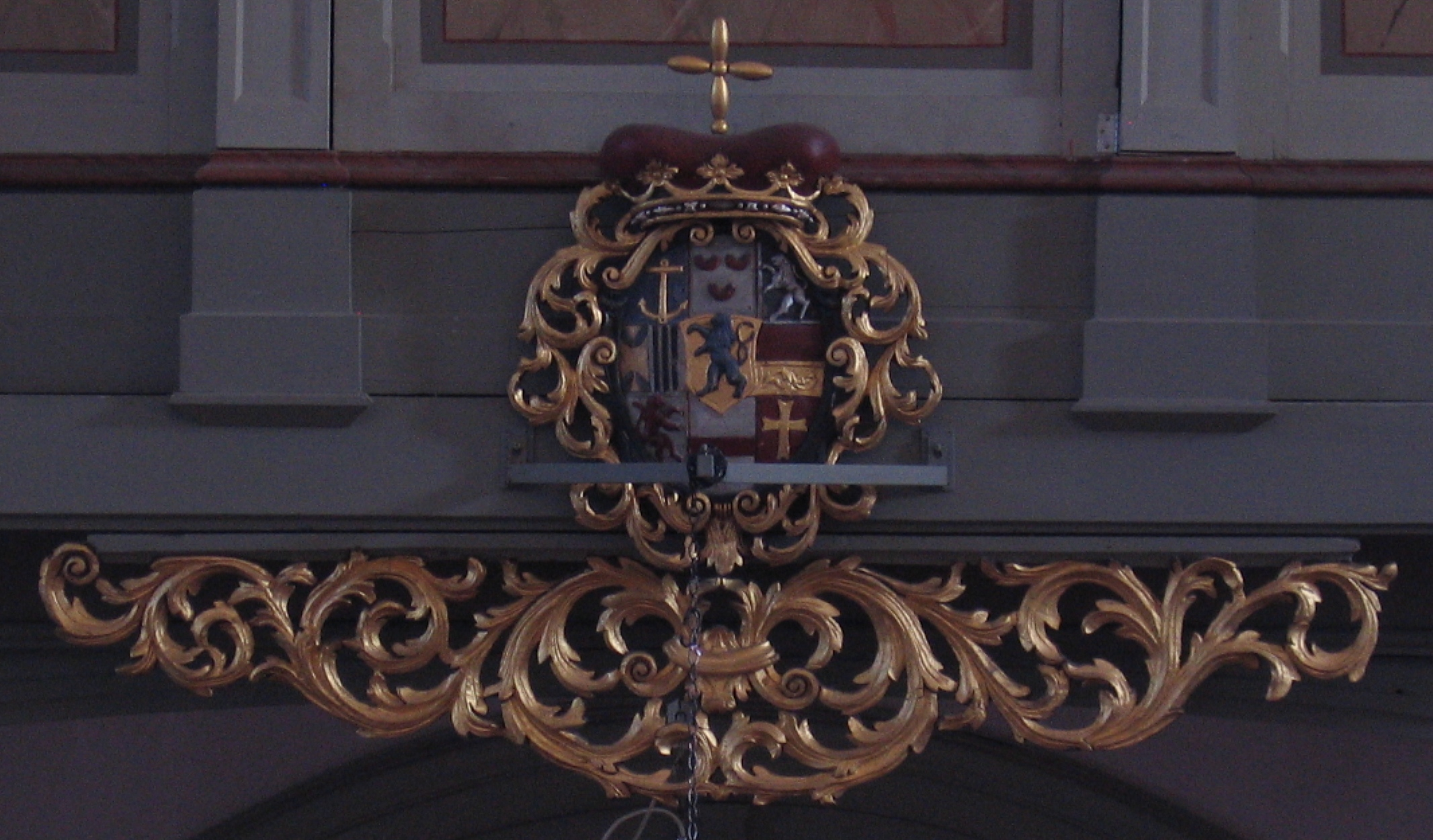
Les armureries de Friedrich Wilhelm comte de Solms-Braunfels à l'église réformée (de) de Wölfersheim

## Personnalités
- Jean-Albert de Solms-Braunfels (de) (1563-1623), grand chambellan, conseiller de l'électeur Frédéric V du Palatinat
- Guillaume Ier de Solms-Greifenstein (de) (1570-1635), régent du comté de Solms-Greifenstein
- Amélie de Solms-Braunfels (1602-1675), dame d'honneur de l'électrice Élisabeth du Palatinat ; par mariage princesse d'Orange et comtesse de Nassau
- Guillaume II de Solms-Greifenstein (de) (1609-1676), régent du comté de Solms-Greifenstein
- Henri de Solms-Braunfels (de) (1638-1693), comte régnant et général néerlandais-anglais
- Guillaume-Maurice de Solms-Braunfels (de) (1651-1724), comte régnant, conseiller privé royal royal de Prusse et ministre d'État, chevalier de l'ordre de l'Aigle noir
- Christine-Charlotte de Solms-Braunfels (1690-1751), mariée au prince Casimir-Guillaume de Hesse-Hombourg
- Frédéric-Guillaume de Solms-Braunfels (1696-1761), premier prince de Solms-Braunfels
- Ferdinand de Solms-Braunfels (1721-1783), second prince de Solms-Braunfels
- Ulrique-Louise de Solms-Braunfels (1731-1792), mariée au landgrave Frédéric IV de Hesse-Hombourg
- Guillaume de Solms-Braunfels (1759-1837), troisième prince de Solms-Braunfels, général de division prussien, noble hessois et prussien.
- Frédéric-Guillaume de Solms-Braunfels (1770-1814), général de division prussien
- Ferdinand de Solms-Braunfels (de) (1797-1873), 4e prince de Solms-Braunfels, député de la chambre des seigneurs de Prusse et des États du Wurtemberg
- Bernard de Solms-Braunfels (de) (1800-1868), général de cavalerie prussien
- Guillaume de Solms-Braunfels (1801-1868), lieutenant général prussien
- Alexandre de Solms-Braunfels (1807-1867), général de division prussien
- Charles de Solms-Braunfels (1812-1875), « Texas Carl » ; lieutenant-maréchal austro-hongrois et fondateur de la colonie de New Braunfels au Texas
- Ernest de Solms-Braunfels (de) (1835-1880), 5e prince de Solms-Braunfels, noble hessois et prussien
- Georges de Solms-Braunfels (de) (1836-1891), 6e prince de Solms-Braunfels, noble hessois et prussien
- Albert de Solms-Braunfels (de) (1841-1901), noble prussien et cofondateur de la Société cynologique en Allemagne
- Hermann de Solms-Braunfels (de) (1845-1900), prince héréditaire et député du Reichstag
- Alexandre de Solms-Braunfels (de) (1855-1926), responsable sportif autrichien
- Frédéric de Solms-Braunfels (de) (1864-1936), homme politique, officier et député
- Georges-Frédéric de Solms-Braunfels (de) (1890-1970), 7e et dernier prince de Solms-Braunfels